# Anlamani
Anlamani je bil kralj nubijskega Kraljestva Kuš, ki je vladal od leta 620 pr. n. št. do svoje smrti okoli leta 600 pr. n. št., * 7. stoletje pr. n. št., † okoli 600 pr. n. št.
Bil je sin kralja in predhodnika Senkamaniskena in brat svojega naslednika Aspelte. Med njegovim vladanjem se je moč Kraljestva Kuš  ponovno okrepila.
Anlamanijevi vladarski naslovi so izvirali iz naslovov egipčanskih faraonov.

## Vladanje
Anlamani je še posebej znan po steli, odkriti v templju v Kavi. Stela obeležuje obisk njegove matere Nasalse v Kavi, da bi si ogledala njegovo uradno kronanje za kralja. Na njej je omenjena tudi njegova odločitev, da je svoje štiri sestre postavil za "igralke sistruma" v Amonovem templju na Džebel Barkalu, in poročilo o njegovi kampanji proti nekaterim nomadskim plemenom, ki so ogrožala Kavo.
Na Džebel Barkalu sta bila najdena dva Anlamanijeva kipa iz granita, v Meroëju pa blok z njegovim imenom. Eden od kipov je zdaj v Narodnem muzeju Sudana v Kartumu. Drugi, visok 12 metrov, je v Bostonskem muzeju lepih umetnosti. Pokopan je v piramii Nu. 6 v Nuriju. V njegovi grobnici je bila velika soba z njegovin sarkofagom, okrašena z verskimi besedili.
Med vladanjem njegovega brata Aspelte je egipčanski faraon Psametik II. napadel Kuš in izropal Napato.
- Anlamanijev kip
- Anlamanijeva stela
- Anlamanijeva kartuša
- Anlamanijeva piramida v Nuriju, Sudan
- Kip boginje Taveret iz Anlamanijevega obdobja